# Dikili Tash
Dikili Tash (en grec moderne : Ντικιλί Τας, du turc Dikilitaş, « pierre dressée »), ou Ορθόπετρα Orthópetra (de même sens), est un tell néolithique situé à environ 1,5 km à l'est de la cité antique de Philippes, dans la plaine de Dráma, en Macédoine-Orientale-et-Thrace, en Grèce. Il mesure environ 16 mètres de haut. L'occupation néolithique du site s'étend d'environ 5300 à 2800 av. J.-C. Le nom originel du site n'étant pas connu, il a été dénommé d'après le monument funéraire voisin d'un officier romain (voir illustration ci-contre).

## Historique
Identifié au XIXe siècle, le tell a été fouillé au XXe siècle par l'École française d'Athènes et le Service archéologique grec. Il a pris son nom d'un monument funéraire romain voisin de 4 m de haut, érigé à environ 200 m au nord-est du tell au Ier siècle apr. J.-C.
En 1917/1918, Carl Blegen et Francis Bertram Welch ont visité le site et examiné la colline. Ils ont trouvé de nombreux tessons de poterie préhistorique en surface. À partir de 1920 et 1922,,, de premières fouilles ont été conduites par Louis Renaudin. En plus de céramiques néolithiques, il a été trouvé deux fondations de héros romains au pied nord-est de la colline.
Des fouilles systématiques ont été menées par l'École française d'Athènes et la Société archéologique d'Athènes sous la direction de Jean Deshayes et Dimitrios R. Theocharis. La recherche collaborative s'est poursuivie de 1986 à 1996 sous la direction de Chaido Koukouli-Chryssanthaki et René Treuil. Depuis 2008, les fouilles ont repris sous la direction de Pascal Darcque, Chaido Koukouli-Chryssanthaki, Dimitra Malamidou et Zoï Tsirtsoni. Il est prévu d'ouvrir la fouille au public. Les vestiges archéologiques sont exposés au musée archéologique de Philippes et au musée archéologique de Kavala.

## Description

### Néolithique

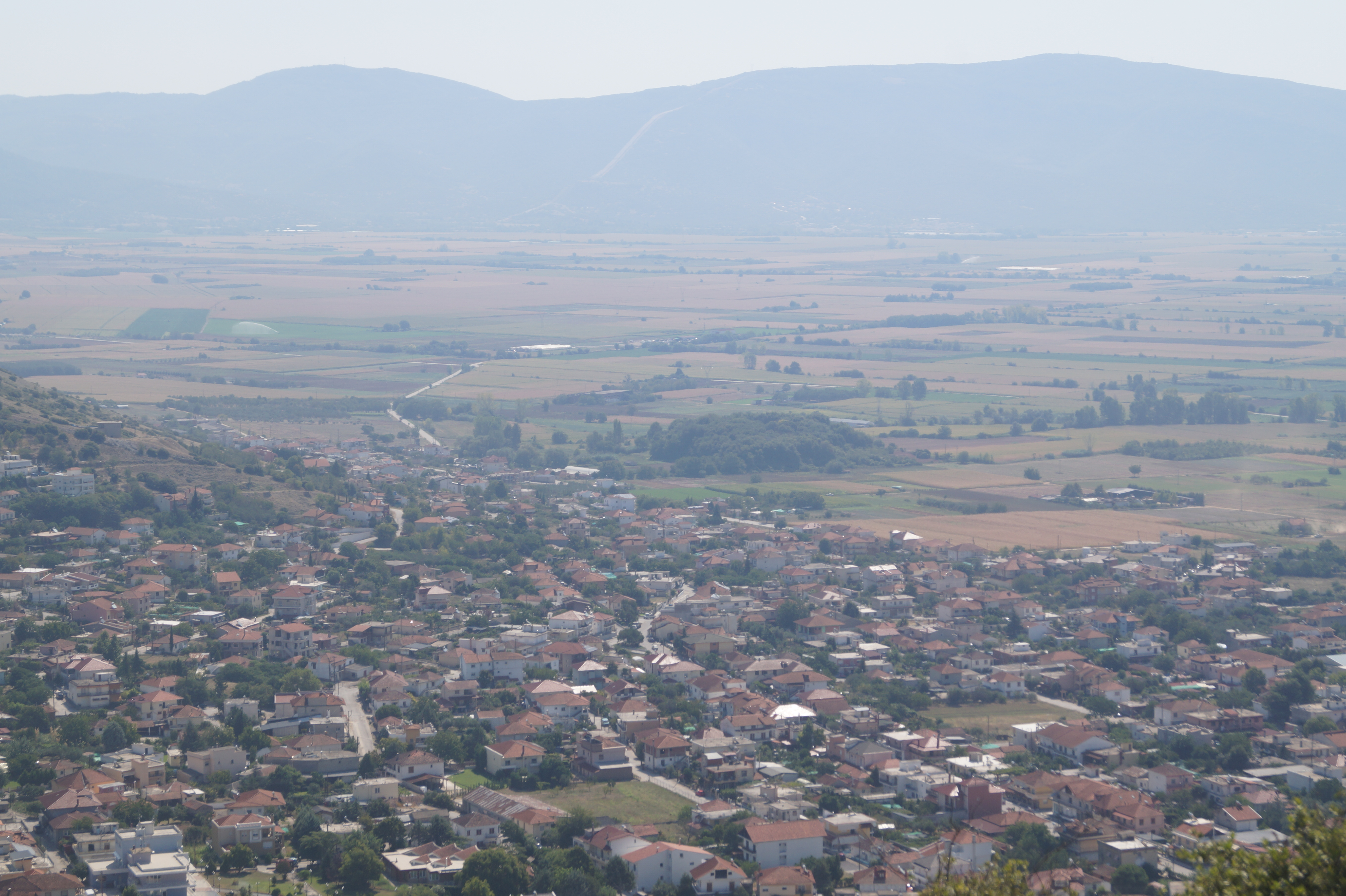
Vue du tell boisé au centre de l'image depuis l'acropole de Philippes.

À l'origine le site s'élevait à peine au-dessus de la plaine. Il était protégé par des fossés sur deux côtés. Le premier établissement n'est connu que par des sondages. La datation par le carbone 14 des traces d'occupation les plus anciennes les attribue à la seconde moitié du VIIe millénaire av. J.-C., c'est-à-dire au début du Néolithique en Grèce continentale. Des traces de peuplement de cette période ont été trouvées au sommet et au pied des versants est et nord-est du tell.
Les vestiges d'édifices les plus anciens datent du Néolithique supérieur I (secteur 6). Cette phase de peuplement, d’une durée de 400 à 500 ans, s’étend d'environ 5300 à 4800 av. J.-C. Le tell s’est élevé d'environ 5 mètres au cours de cette période. Les maisons rectangulaires parallèles, orientées nord-est / sud-ouest, étaient séparées par des chemins étroits. Les bâtiments avaient des cuves de stockage, des meules et des fours intégrés. Dans le bâtiment 1, les restes d'un tapis carbonisé gisaient sur le sol. Les récipients étaient souvent bruns sur beige clair (style Akropotamos) ou orange. Il y avait aussi des vases noirs à motifs incisés en spirale.
La maison dite du Bucrane date de la fin de cette période (4900 / 4800 av. J.-C.). Elle mesurait environ 7 m de long sur 5 m de large avec un plan rectangulaire, et une charpente en bois recouverte d'argile et de plâtre. À l'intérieur se trouvaient un four, un trépied pour la cuisson, un récipient avec des grains d'orge carbonisés, des pierres à moudre et à râper et plusieurs récipients en argile. Ces ustensiles servaient probablement tous à la préparation des aliments. La découverte la plus notable est un bucrane, crâne de bovin avec des cornes recouvertes d'argile, qui était probablement attaché à un mur ou à une poutre. L'analyse des vestiges de charbon de bois a documenté l'utilisation du chêne, du frêne, du charme et de l'érable.
L’occupation suivante, à la fin du Néolithique II, a duré à peu près aussi longtemps que la première, à peu près de 4700 à 4300 av. J.-C. Cependant, la couche de tassement n'a que 2 à 4 m d'épaisseur. Les maisons étaient alignées comme précédemment, mais la colonie était plus grande. Les céramiques de cette période étaient principalement ornées de dessins incisés, mais il y avait aussi des pots décorés de graphite ou peints en noir sur rouge. Comme cela a pu être prouvé par la datation par le carbone 14 et la datation par thermoluminescence, le village a été détruit par le feu vers 4300 / 4260 av. J.-C. Pendant environ cent ans, il n'y eut que quelques habitants, jusqu'à ce que le site soit finalement abandonné.

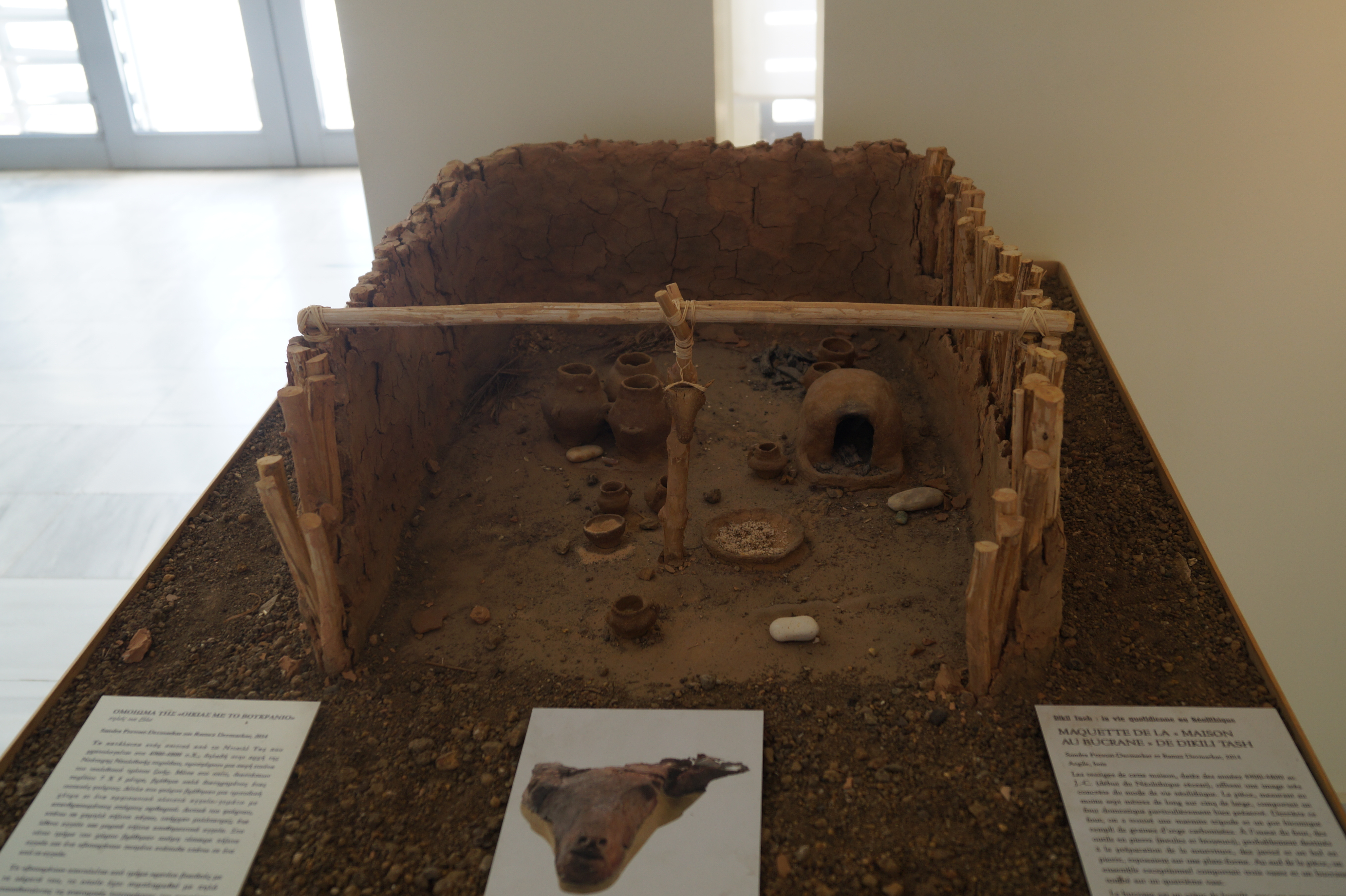
Maquette de la maison du Bucrane
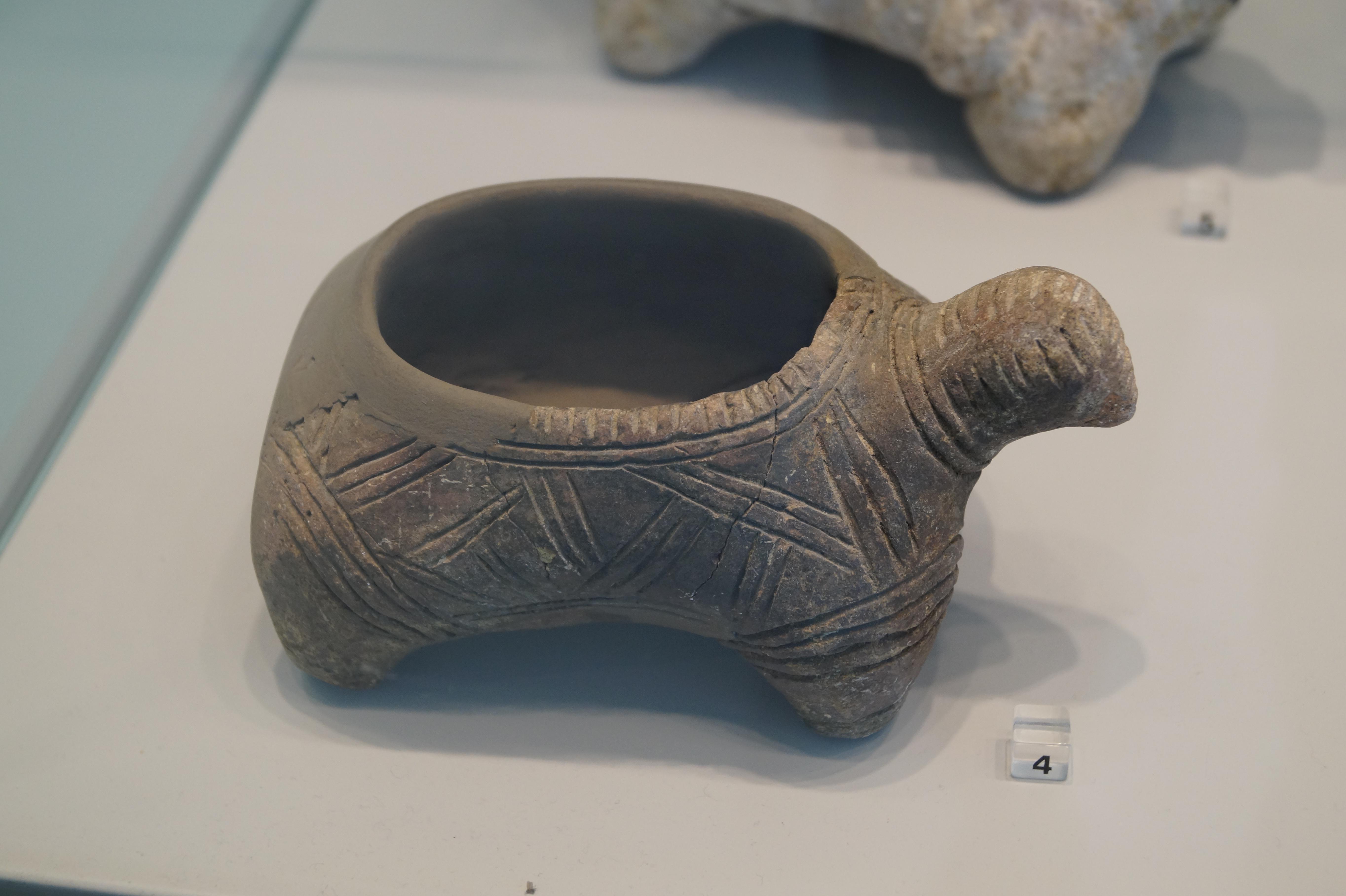
Récipient en forme de tortue, Néolithique supérieur II
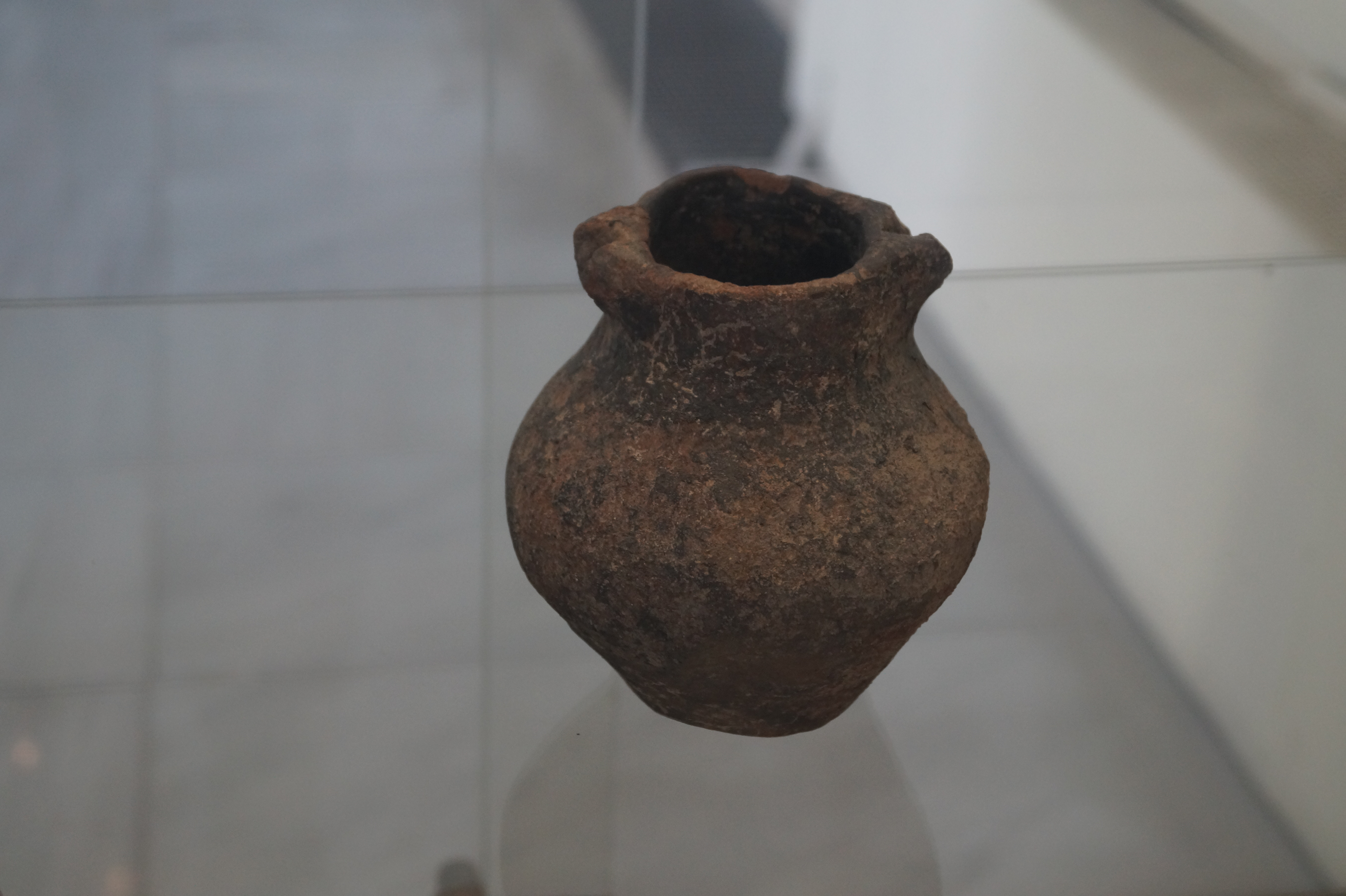
Vase helladique ancien

Au début de l'Helladique, vers 3300 / 3000 av. J.-C., la colline était à nouveau peuplée. Des traces de peuplement ont été trouvées partout sur la colline, sauf dans le sud. Elles étaient constituées de six couches successives d'une épaisseur totale de plus de 2 mètres. Les maisons étaient disposées et orientées de la même manière qu'aux périodes précédentes. Leur construction aussi était comparable. Cependant, elles avaient des fondations en pierre. Cette phase d’occupation a pris fin vers 2800 av. J.-C.

### Âge du bronze
La destruction du sol en argile, basée sur les données du carbone 14, est datée vers 1150 av. J.-C. (Helladique supérieur IIIC). De cette période a été trouvé un poignard en bronze. L'étendue de cette colonie n'est pas connue.

### Période historique
Seules des céramiques et des monnaies sont connues de l'époque classique, hellénistique et romaine. Des tombes romaines ont été trouvées à proximité.
Au XIIe siècle, à l'époque byzantine, une tour fut construite sur le point culminant de la colline, qui fut détruite au XIIIe ou au XIVe siècle.

## Le monument romain
La colline a été nommée d'après un monument funéraire voisin en pierre de 4 m de haut, érigé à environ 200 m au nord-est du tell au Ier siècle apr. J.-C., en l'honneur de l'officier romain Caius Vibius Quartus, qui n'était pas originaire de la colonie romaine de Philippes, enterré à cet endroit, dans la nécropole longeant la via Egnatia, qui passait à cette époque au pied du tell.
Le socle en marbre porte des inscriptions sur deux côtés, à l'ouest et au sud. L'inscription a été effacée par les villageois dans la partie inférieure, à une date inconnue. La croyance populaire assimilait le piédestal à la crèche (mangeoire) de Bucéphale, le cheval préféré d'Alexandre le Grand, et les femmes allaitantes se frottaient contre le marbre du piédestal, dans l’espoir que, le marbre se mêlant à leur lait, leurs fils pourraient atteindre la force d'Alexandre. 
L'inscription dit :
C(aius) Vibius C(aii) f(ilius)
Cor(nelia) Quartus
mil(es) leg(ionis) V Macedonic(ae)
decur(io) alae Scubulor(um)
praef(ectus) coh(ortis) III Cyreneic(ae)
trib(unus) leg(ionis) II Augustae
praef(ectus) ...
soit :
Caius Vibius Quartus, fils de Caius,
de la gens Cornelia, 
Soldat de la Légion V Macédonique,
Décurion de l’aile des Scubuli,
Commandant de cohorte de la Légion III de Cyrénaïque,
Tribun militaire de la Légion II Augusta,
Commandant...